# فولفغانغ بيترز
فولفغانغ بيترز (بالألمانية: Wolfgang Peters)‏ هو راكب الكنو ألماني، ولد في 3 يوليو 1948 في شفيرته في ألمانيا.

## وصلات خارجية
- فولفغانغ بيترز على موقع أوليمبيديا (الإنجليزية)